# Piet Huysentruyt
Piet Huysentruyt, simplement connu sous son prénom Piet, est un cuisinier belge, né à Courtrai le 7 décembre 1962. Il a acquis une renommée grâce à ses programmes culinaires télévisés. Il est également l'auteur de plusieurs ouvrages culinaires. Après avoir tenu un restaurant à Wortegem, il est actuellement installé dans la commune française de Les Vans en Ardèche.

## Biographie
Piet Huytsentruyt étudie à l'école hôtelière Ter Duinen à Coxyde puis travaille dans plusieurs restaurants en Belgique et à l'étranger. Il ouvre son propre restaurant à Wortegem-Petegem et obtient rapidement une étoile au Guide Michelin.
Il officie dans plusieurs émissions culinaires à la télévision, la plus emblématique étant SOS Piet (nl), une émission de la chaîne flamande VTM. Dans ce véritable show, il se rend au domicile de téléspectateurs ayant des difficultés à réaliser une recette et démontre leurs erreurs, dans leur propre cuisine. Il a écrit cinq livres au sujet des recettes présentées dans cette émission, au nom générique de l'émission, SOS Piet. En décembre 2008, 250 000 exemplaires des deux premiers tomes étaient vendus et ses livres étaient même en tête de toutes les listes des best-sellers en Flandre en cette fin 2008. Trois autres tomes suivront.
Ses autres émissions à succès sont Lekker thuis — plus de 1000 émissions — et De perfecte keuken, des émissions quotidiennes tournées en studio.
En décembre 2009, Piet apparaît en invité dans le nouveau film sur Kabouter Plop, Plop en de Kabouterbaby.
Depuis 2014, il présente Smakelijk!, une nouvelle émission culinaire sur la chaîne belge néerlandophone Vier.

## Ses restaurants
Victime de son image et voulant échapper à la foule, il arrête ses activités dans son restaurant de Wortegem et s'installe en 2003 à Les Vans, en Ardèche, et y ouvre son nouveau restaurant, Le Lutin gourmand. Trois ans plus tard, subissant un véritable pèlerinage de Flamands, il le ferme pour l'ouvrir à nouveau en juin 2013 sous le nom de Likoké, après une rénovation complète.

## Distinctions
Pour le restaurant Likoké :
- 2013 (en octobre) : Gault et Millau : Découverte de l'année
- 2014 : Guide Michelin[7] : une étoile

## Publications
- SOS Piet 5, Lannoo  (ISBN 9789020998566)
- SOS Piet 365, Lannoo  (ISBN 9789401402231)
- (vls) Piet int Westvlams, Lannoo, 2016, 160 p. (ISBN 978-94-014-2978-8)